# Frieda (Zeitschrift)

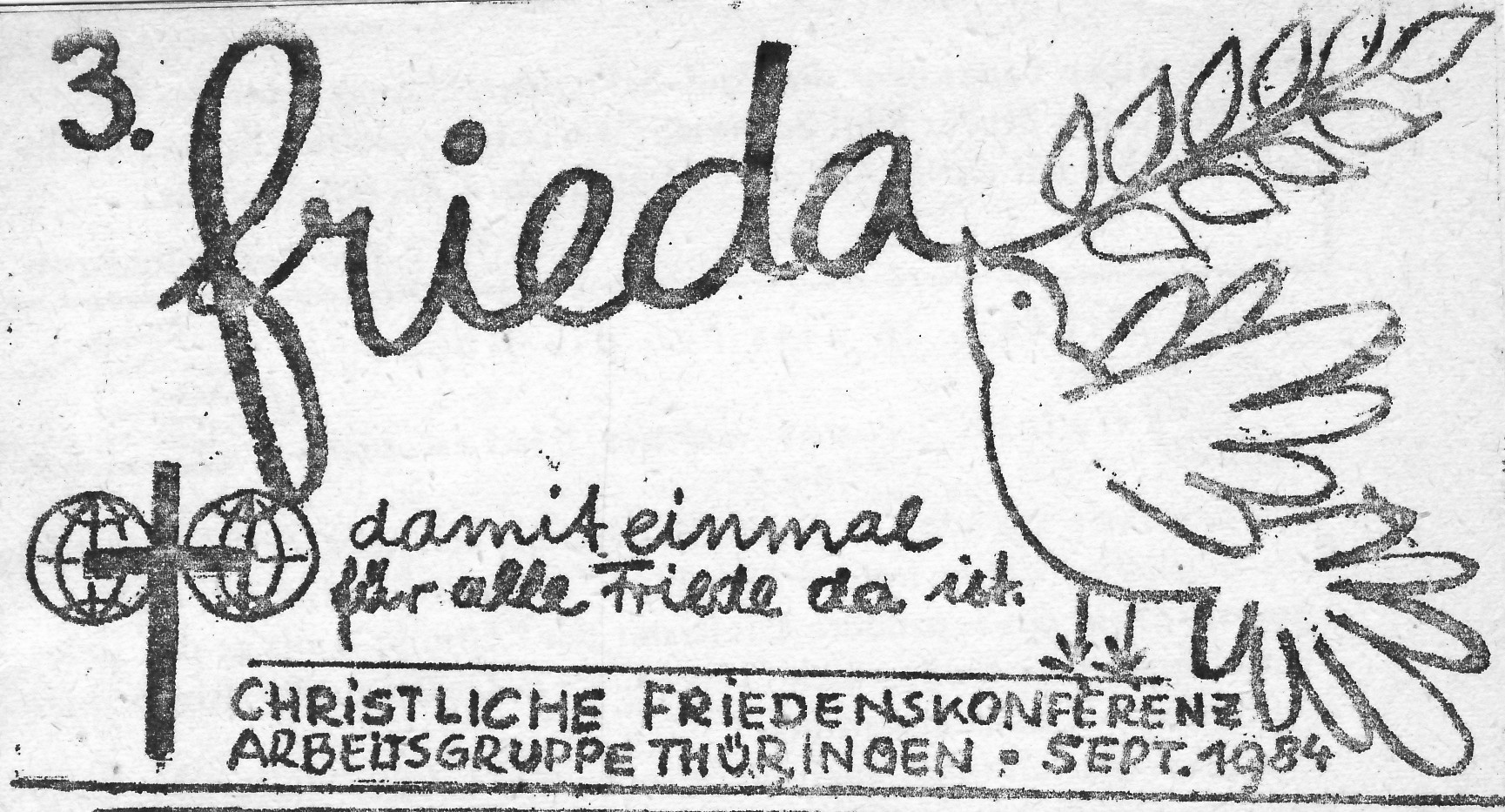
Zeitungskopf aus der Anfangsphase 1984

frieda war eine Vierteljahres-Zeitschrift der Christlichen Friedenskonferenz, Arbeitsgruppe Thüringen, die von April 1984 bis September 1992 herausgegeben wurde.
Die Linie ihres Blattes wollten die Herausgeber in der Semantik ihres Namens ausgedrückt sehen: „… damit einmal für alle Friede da ist“.
Von anfänglich 200 Exemplaren stieg die Auflagenhöhe bis zu 4000 Stück.

## Entstehung
Im Frühjahr 1984 versammelten sich linke Christen und Mitarbeiter der Christlichen Friedenskonferenz (CFK) im Pfarrhaus von Troistedt, um über die Herausgabe einer Schrift zu beraten, mit der die Friedensarbeit in der evangelischen Kirche angeregt und befördert werden sollte. Es konstituierte sich ein Redaktionskreis, der in den nächsten acht Jahren jeweils aus folgenden Mitgliedern bestand:
März 1984-Mai 1985
- Martina Berlich
- Peter Franz
- Wolfgang Kerst

Juni 1985-Februar 1987
- Ulrike Baumann
- Peter Franz
- Wolfgang Kerst

März 1987-Dezember 1988
- Ulrike Baumann
- Peter Franz
- Herbert Gerhardt

Januar 1989-März 1989
- Ulrike Baumann
- Peter Franz
- Manfred Gernand

April 1989-Dezember 1990
- Ulrike Baumann
- Peter Franz
- Wolfgang Kerst

Januar 1991-April 1991
- Georg Kähler (verantw.)
- Jörg Baumann
- Ulrike Baumann
- Peter Franz

Mai 1991-August 1991
- Georg Kähler (verantw.)
- Jörg Baumann
- Ulrike Baumann
- Peter Franz
- Christiane Wagner

September 1991-August 1992
- Georg Kähler (verantw.)
- Christiane Wagner

September 1992
- Georg Kähler (verantw.)
- Peter Franz
- Christiane Wagner

## Inhalte
In der Zeitschrift wurde auf Veranstaltungen, Friedensseminare, Friedensgebete und Friedensaktionen hingewiesen. Zu den bearbeiteten Themen gehörten auch Rezensionen neu erschienener Bücher. Außerdem wurden regelmäßig Liedblätter beigelegt, die DDR-System-konformes Liedgut aus Kirchen und sozialen Bewegungen enthielten. Regelmäßig wurden Geldspenden zur Unterstützung eines Studenten aus Angola gesammelt, der an der Berliner Humboldt-Universität evangelische Theologie studierte, um danach als Pastor in seiner Heimatgemeinde Dienst zu tun.
Im Gegensatz zu innerkirchlichen Oppositionsblättern verzichteten die Herausgeber, die von mehreren inoffiziellen Mitarbeitern der Staatssicherheit infiltrierte CFK-Gruppe Thüringen, auf eine grundlegende Opposition zum DDR-Staat.

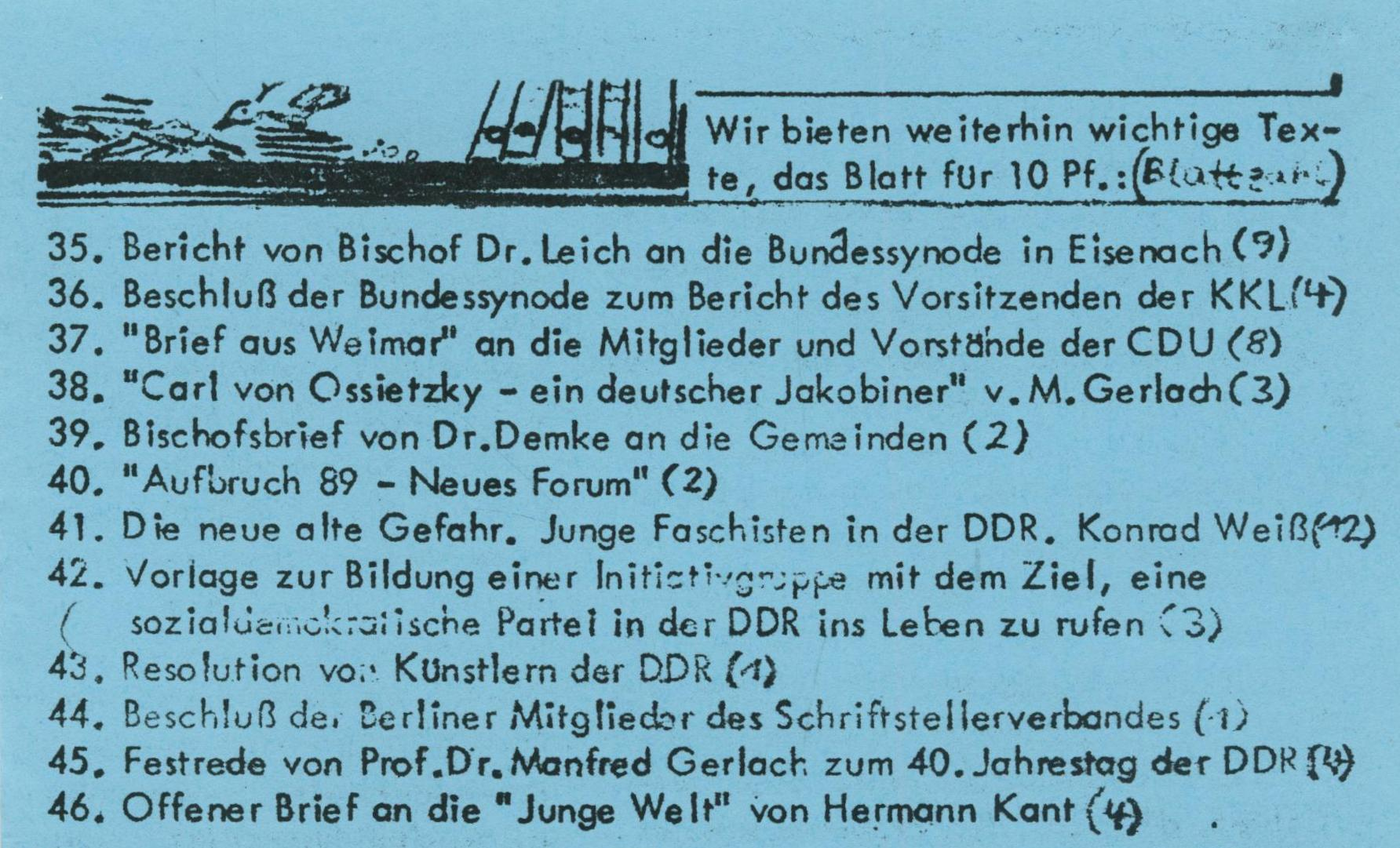
S. 9 der 21. frieda vom Oktober 1989

Im Oktober 1989, im Jahr des politischen Umbruchs, veröffentlichte die CFK Thüringen in frieda Nr. 21 Auszüge aus den Aufrufen und Erklärungen einiger oppositioneller Gruppen wie des Neuen Forums.

## Autoren
Außer den redaktionellen Mitgliedern gehörten zu den Autoren der Beiträge u. a.: Peter Bauer (Weimar), Günter Gerstmann (Jena), der Studentenpfarrer und IM „Raucher“ der Staatssicherheit Detlev Haupt (Erfurt), Christian Heinrich (Erfurt), Johannes Hoefert (Ilmenau), Ulf Linstedt (Jena), der Pfarrer und IM der Staatssicherheit Stefan Müller, Hans-Joachim Pißler (Jena), Ursula Schmidt-Naumburg.

## Erscheinungsbild
Die Herstellung erfolgte die längste Zeit im Evangelischen Gemeindezentrum Thomas Müntzer in Kapellendorf. Da diese Zeitschrift mit veralteter Vervielfältigungstechnik, unter den Bedingungen von Papierqualitätsmängeln und durch technische Laien hergestellt wurde, war die Lesbarkeit oft schlecht und das gesamte Erscheinungsbild verbesserungsbedürftig.

## Einordnung
Ehrhart Neubert bezeichnet die Zeitung als ein vom MfS „inszeniertes Gegensamisdat“.